# Friendship (Wisconsin)
Pour les articles homonymes, voir Friendship.
Le village de Friendship est le siège du comté d'Adams, dans l’État du Wisconsin, aux États-Unis. Sa population s’élevait à 725 habitants lors du recensement de 2010.